# Académica Petróleo Kwanda Soyo
Académica Petróleo Kwanda Soyo is een Angolese voetbalclub uit de stad Soyo. Het speelt zijn thuiswedstrijden in het Estádio Imbomdeiro, dat plaats biedt aan zo'n 10.000 toeschouwers. De club werd opgericht in 1987. In 2012 degradeerde de club uit de Girabola.